# Gemma Gibbons
Gemma Jeanette Gibbons (Greenwich, 6 de enero de 1987) es una deportista británica que compite en judo. Está casada con el también judoka Euan Burton.
Participó en los Juegos Olímpicos de Londres 2012, obteniendo una medalla de plata en la categoría de –78 kg.

## Palmarés internacional
| Juegos Olímpicos | Juegos Olímpicos      | Juegos Olímpicos | Juegos Olímpicos |
| Año              | Lugar                 | Medalla          | Categoría        |
| ---------------- | --------------------- | ---------------- | ---------------- |
| 2012             | Londres (Reino Unido) | Medalla de plata | –78 kg           |